# 雙帶廣螢金花蟲
雙帶廣螢金花蟲（学名：Gallerucida bifasciata）为金花蟲科廣螢金花蟲屬下的一个种。